# Frayssinhes

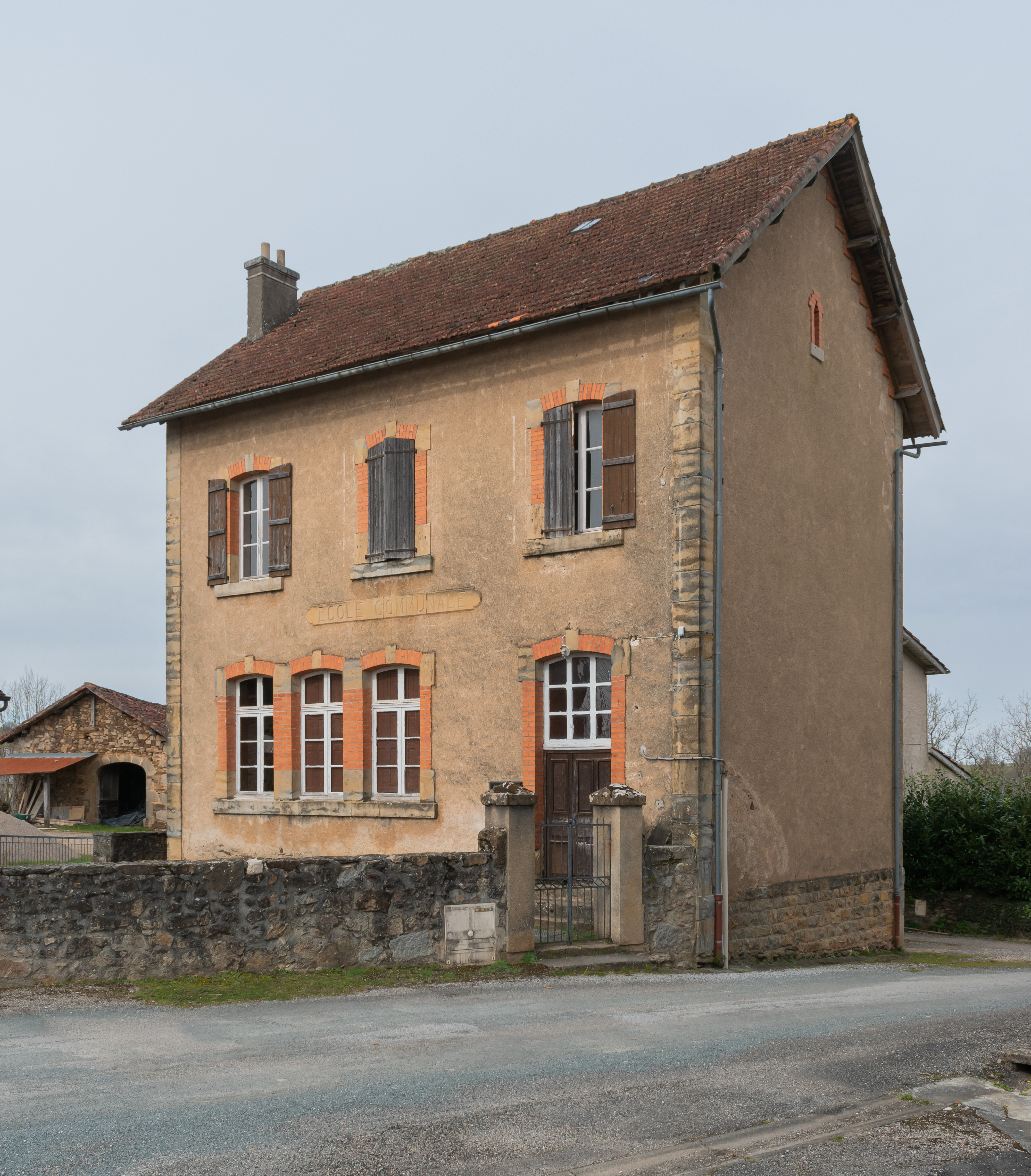
Gemeindeschule in Frayssinhes

Frayssinhes ist eine französische Gemeinde im Département Lot in der Region Okzitanien. Sie gehört zum Arrondissement Figeac und zum Kanton Saint-Céré. Sie grenzt im Nordwesten an Saint-Laurent-les-Tours, im Nordosten an Cornac, im Osten an Sousceyrac-en-Quercy mit Sousceyrac, im Südosten an Latouille-Lentillac, im Süden an Saint-Paul-de-Vern und im Südwesten an Saint-Céré.

## Bevölkerungsentwicklung
| Jahr                       | 1962 | 1968 | 1975 | 1982 | 1990 | 1999 | 2008 | 2018 |
| Einwohner                  | 246  | 215  | 184  | 183  | 177  | 190  | 197  | 165  |
| Quellen: Cassini und INSEE |      |      |      |      |      |      |      |      |